# شهرداری کازبگی
شهرداری کازبگی (گرجی: ყაზბეგის მუნიციპალიტეტი) یکی از شهرداری‌های گرجستان در استان متسختا-متیانتی است. این ناحیه بر اساس سرشماری سال ۲۰۱۴ میلادی ۳۷۹۵ نفر جمعیت داشته است. مساحت این منطقه ۱۰۸۱.۷ کیلومتر مربع است. مرکز اداری آن استپانتسمیندا است که تقریباً نیمی از کل جمعیت این ناحیه را تشکیل می‌دهد.
شهرداری کازبگی در دره بالایی رود ترک قرار دارد که از مرز گرجستان-روسیه به سمت شمال می‌رود و در پایان به دریای کاسپین در داغستان فدراسیون روسیه می‌ریزد. با تعریف مرسوم مرز اروپا و آسیا به عنوان زیر حوضه آبریز قفقاز، شهرداری کازبگی را از نظر جغرافیایی در قاره اروپا قرار می‌دهد، بنابراین گرجستان را به یک کشورهای در گستره بیش از یک قاره تبدیل می‌کند.